# Nico Puig
Luís Nicolau Schumann Puig (São Paulo, 18 de novembro de 1972) é um ator brasileiro.

## Carreira
Aos 17 anos, apresentava o programa Revistinha, na TV Cultura. Nos anos 90, foi para a Rede Globo atuando como o maquiavélico e poderoso Fred, de Olho no Olho, novela exibida em 1993. Em Malhação interpretou o personagem Bad Boy, destaque em 1995 e 1996.
Em 1998, participou da novela Estrela de Fogo (telenovela), na Record.
Após passar 1 ano e meio nos EUA, de volta ao Brasil, Nico participou de produções no SBT como: Pequena Travessa (2002), Seus Olhos (2004) e Maria Esperança (2007).
Quatro dos seus dez trabalhos foram no SBT e ainda está contratado e em novembro de 2009 conseguiu ganhar um papel em Vende-se um Véu de Noiva, teve seu contrato renovado em 2010 para atuar na próxima novela de Tiago Santiago em 2011.
Nico Puig destaca-se por seu "dom" de interpretar homens frios em telenovelas. Foi assim na primeira temporada de Malhação, onde fez o bandido Bad Boy, em Pequena Travessa, no SBT onde fez outro bandido, o valentão violento e líder de uma gangue Mercúrio, em Seus Olhos, em Maria Esperança, onde fez o amargurado Santiago. E em sua última participação, em Amor e Revolução, onde interpretou o major Filinto Guerra, personagem que batia em sua mulher, Olívia (interpretada por Patrícia de Sabrit), logo depois ela se fingia de morta e voltava para se vingar do seu algoz e marido.
Posou nu para a revista G Magazine, sendo uma das capas mais vendidas da revista.
Seu trabalho mais recente é a participação no videoclipe Rebirth da cantora e compositora Joe Welch lançado em julho de 2013 na boate Blue Space
Foi convidado para integrar o elenco do reality show Aprendiz Celebridades, da Rede Record, em 2014, sendo o primeiro demitido do programa. No mesmo ano, atuou no filme Desalmados, interpretando Rex.

## Vida pessoal
Puig é casado com o produtor Jeff Lattari desde os anos 1990. O relacionamento só foi revelado ao público em 2016.

## Filmografia

### Televisão
| Ano  | Título                   | Personagem                        | Emissora    |
| ---- | ------------------------ | --------------------------------- | ----------- |
| 1988 | Revistinha               | Apresentador                      | TV Cultura  |
| 1993 | Olho no Olho             | Frederico Zapata (Fred)           | Rede Globo  |
| 1993 | Sex Appeal               | Tony Marchezzi                    | Rede Globo  |
| 1995 | Malhação                 | Raul (Bad Boy)                    | Rede Globo  |
| 1996 | Malhação                 | Raul (Bad Boy)                    | Rede Globo  |
| 1997 | Você Decide              | Episódio: "Gay, quando eles amam" | Rede Globo  |
| 1997 | Canoa do Bagre           | Orlando                           | Rede Record |
| 1997 | Direito de Vencer        | Paolo                             | Rede Record |
| 1998 | Estrela de Fogo          | Maurício Alvarenga                | Rede Record |
| 2002 | Pequena Travessa         | Fernando Meira (Mercúrio)         | SBT         |
| 2004 | Dedé e o Comando Maluco  | Alienígena                        | SBT         |
| 2004 | Seus Olhos               | Rinaldo (Berro)                   | SBT         |
| 2007 | Maria Esperança          | Santiago Trajano Queiroz          | SBT         |
| 2009 | Vende-se um Véu de Noiva | Gilson                            | SBT         |
| 2011 | Amor e Revolução         | Filinto Guerra                    | SBT         |
| 2014 | Aprendiz Celebridades    | Ele mesmo                         | Rede Record |

### Cinema
| Ano  | Título             | Personagem |
| ---- | ------------------ | ---------- |
| 1997 | Pobres por um Dia  | Francisco  |
| 1998 | Remake             | Ator       |
| 2008 | Ecléticos Corações | Amigo      |
| 2014 | Desalmados         | Rex        |